# Géorgie au Concours Eurovision de la chanson 2013
 (décembre 2019).
Si vous disposez d'ouvrages ou d'articles de référence ou si vous connaissez des sites web de qualité traitant du thème abordé ici, merci de compléter l'article en donnant les références utiles à sa vérifiabilité et en les liant à la section « Notes et références ».
La Géorgie a participé au Concours Eurovision de la chanson 2013 à Malmö en Suède.
Leur entrée a été selectionné en interne organisé par le diffuseur Géorgien GPB. Le pays sera représenté par Nodi Tatishvilli et Sopho Gelovani avec la chanson Waterfall qui se qualifie lors de la seconde demi-finale et a terminé quinzième lors de la finale avec 50 points.

## Sélection interne
Le 31 décembre 2012 la GPB annonce que Sopho Gelovani et Nodiko Tatishvilli représenteront la Géorgie au Concours Eurovision de la chanson 2013 à Malmö en Suède.
Le 10 janvier 2013 Thomas G:Son, le compositeur de Euphoria, la chanson gagnante de l'Eurovision 2012 déclare qu'il sera chargé de composer la chanson géorgienne.
Le 6 février 2013, Waterfall sera le titre de la chanson de Gelovani et Tatishvilli qui a été enregistrée au Sano Studio.
Le 27 février durant le programme Our Morning diffusé sur la GPB Sopho, Gelovani et Nodiko Tatishvilli ont interprété leur titre.

## Préparation
Lasha Oniani a été sélectionnée pour diriger la performance sur scène à l'Eurovision et Avtandil Tskvitinidze a été choisi pour designer les tenues des chanteurs. Le 16 février le diffuseur révèle que le clip vidéo était filmé au Chavchavadze House-Museum à Tsinandali et à Tbilissi, réalisé par Temur Kvirkvelia. 
Le 2 mars Gelovani et Tatishvilli voyagent en Arménie pour la promotion de leur titre durant la Finale nationale arménienne.

## A l'Eurovision

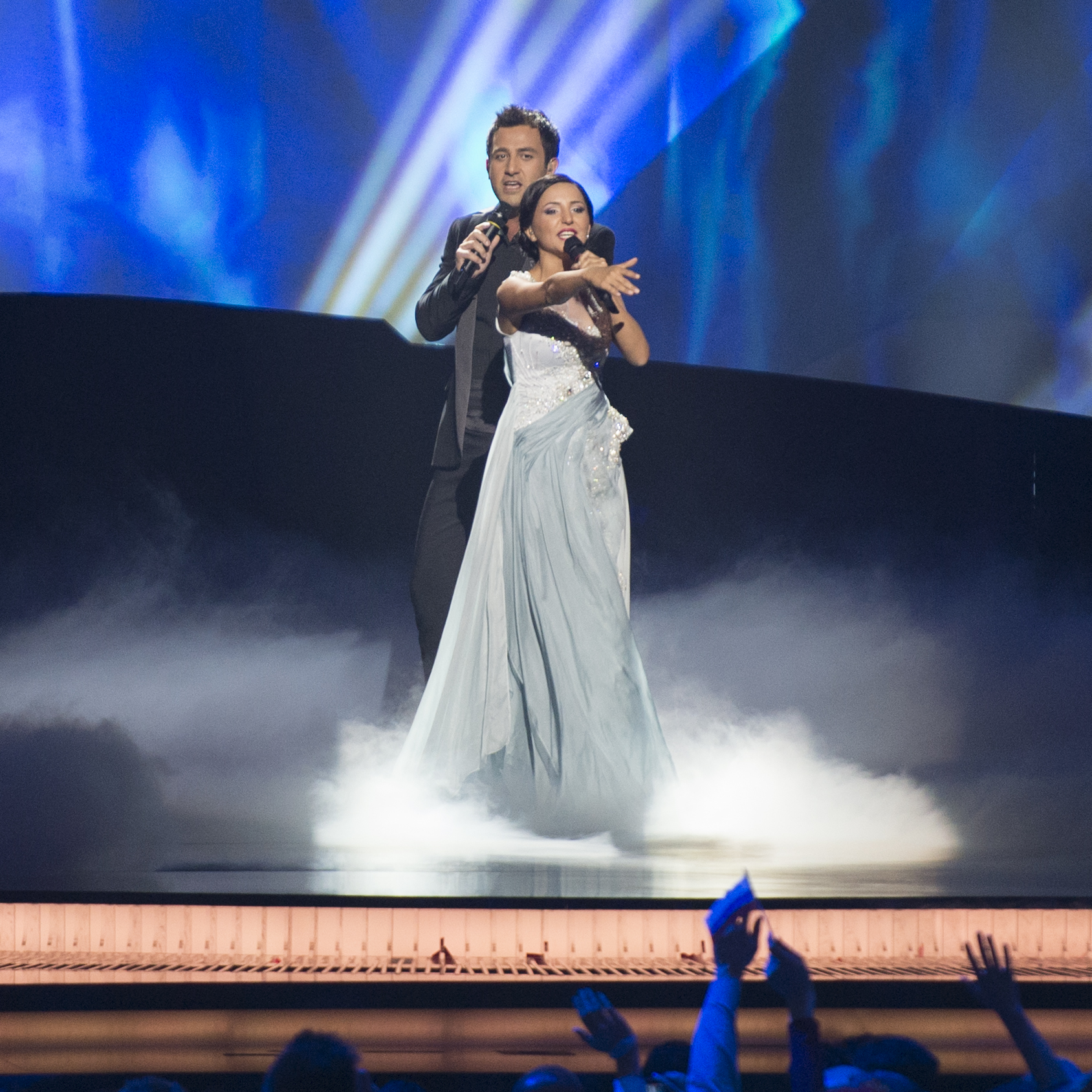
Nodi Tatishvili et Sophie Gelovani lors des répétitions de la seconde demi-finale à Malmö.

La Géorgie a été désignée pour participer à la seconde demi finale le 16 mai pour une place en finale le 18 mai. Les producteurs ont décidé que la Géorgie passera en 15e position derrière l'Albanie et précédant la Suisse. Pendant leur performance Nodi et Sophie ont été accompagnés de trois choristes Johanna Beijbom, Lisette Vares Uhlmann et Hans-Martin Kagemark. 
La Géorgie s'est qualifiée pour la finale en terminant 10e avec 63 points. Lors d'une conférence de presse le pays a été désigné pour participer à la seconde moitié de la finale. Elle passe à la 25e place derrière la Norvège et avant l'Irlande. 
Lors de la finale, la Géorgie termine quinzième avec 50 points.  

### Points attribués à la Géorgie
| 12 points | 10 points                                                    | 8 points   | 7 points | 6 points      |
| --------- | ------------------------------------------------------------ | ---------- | -------- | ------------- |
| - Arménie | - Azerbaïdjan                                                |            | - Israël | - Grèce       |
| 5 points  | 4 points                                                     | 3 points   | 2 points | 1 point       |
|           | - Hongrie - Islande - Lettonie - Macédoine - Malte - Espagne | - Bulgarie |          | - Saint-Marin |

| 12 points        | 10 points               | 8 points   | 7 points     | 6 points |
| ---------------- | ----------------------- | ---------- | ------------ | -------- |
|                  | - Arménie - Azerbaïdjan | - Lituanie | - Ukraine    |          |
| 5 points         | 4 points                | 3 points   | 2 points     | 1 point  |
| - Grèce - Russie |                         | - Moldavie | - Monténégro |          |

### Points attribués par la Géorgie
| 12 points | Azerbaïdjan |
| 10 points | Arménie     |
| 8 points  | Norvège     |
| 7 points  | Lettonie    |
| 6 points  | Malte       |
| 5 points  | Israël      |
| 4 points  | Bulgarie    |
| 3 points  | Hongrie     |
| 2 points  | Grèce       |
| 1 point   | Saint-Marin |

| 12 points | Azerbaïdjan |
| 10 points | Arménie     |
| 8 points  | Ukraine     |
| 7 points  | Danemark    |
| 6 points  | Russie      |
| 5 points  | Biélorussie |
| 4 points  | Norvège     |
| 3 points  | Malte       |
| 2 points  | Italie      |
| 1 point   | Lituanie    |